# 愛しの座敷わらし
『愛しの座敷わらし』（いとしのざしきわらし）は、荻原浩による日本の小説。第139回直木三十五賞候補作品。2007年に朝日新聞夕刊に連載され、翌2008年に朝日新聞出版から単行本として出版、2011年に文庫化された。さらに、2012年に『ここにいるよ ざしきわらし』の題で絵本化、『HOME 愛しの座敷わらし』の題で映画化された。
父親の転勤により、東京から岩手県の古民家に引っ越した一家とその家に住みついた座敷わらしとの交流を描く。

## 小説
『朝日新聞』の夕刊に2007年の1月31日から11月19日までの期間で連載された。
父親の転勤で東京から岩手の古民家に引っ越した一家が、生活や家族の問題でギクシャクするが、座敷わらしの存在に気付き、家族の絆を取り戻す物語。
2008年6月、第139回直木三十五賞(2008年上半期)の候補作品6点の一つになる。2008年7月15日決定発表で落選となった。

### 登場人物
- 高橋晃一（大手食品メーカー課長）
- 高橋史子（晃一の妻、専業主婦）
- 高橋梓美（晃一・史子の長女、中学二年生）
- 高橋智也（晃一・史子の長男、小学校四年生、サッカー好き）
- 高橋澄代（晃一の母親）
- クッキー（高橋家の飼い犬、コーギー犬）
- 座敷わらし（高橋家の転居先に住む童子）
- 菊地米子（高橋家の近所の老婆）
- 菊地桂（カッちゃん、米子の孫、サッカーチームのエース）
- 岩瀬（ガンコ、梓美の同級生）

## 絵本
映画化の公開前にスピンアウト作品として『ここにいるよ ざしきわらし』の絵本が2012年3月16日に刊行された。
- A5判上製本、24ページ、 荻原浩：文、いぬんこ：絵
- ISBN 978-4-02250948-2

## 映画
『HOME 愛しの座敷わらし』（ホーム いとしのざしきわらし）として映画化。2012年4月28日公開。主演の水谷豊は、1983年公開の『逃がれの街』以来29年ぶりに映画単独主演を務めた。
2012年3月14日、舞台となった岩手県盛岡市で、先行試写会と舞台あいさつを行った。
同年4月24日には、山形県でも先行試写会と舞台あいさつがムービーオンやまがたにて開催された。
同年4月28日、初日舞台あいさつが丸の内TOEIにて行われた。水谷豊、安田成美、濱田龍臣、橋本愛、 草笛光子、和泉聖治監督の6人が登壇した。
28日の公開後、東京→秋田→青森（29日）→静岡（30日）→大分（5月1日）→鹿児島（2日）→富山（3日）→長野（4日）→再び東京（5日）→そして沖縄（6日）と全国縦断リレー舞台あいさつが続いた。
同年7月21日には、ロケ地の岩手県花巻市の花巻市文化会館中ホールで凱旋上映会が行われた。

### あらすじ
高橋家の父・晃一は食品会社の新製品開発責任者だったが、売れない豆腐プリンわさび味を作ったり、新たに創作した柿カレーにこだわりや愛情を注ぎすぎたり、開発までにあまりにも時間を掛けてしまった結果、東京から盛岡支店に半ば左遷された状態で、家族とともに岩手県の田舎町へと引っ越してきた。晃一が写真も見せずに家族が引っ越した家は築200年を数える古民家だった。東京での暮らしに馴れていた妻の史子は、突然の田舎暮らしに不安と不満でいっぱい。老人ばかりの近所付き合いにも戸惑う。前の外国人家族は1年ほどで引越したという。中2の長女・梓美にもただのボロ家にしか見えず、転校先の学校生活を考えると心が落ち着かない。転校前の学園生活でも人間関係で悩んでばかりだったからで、皆が書いた色紙も破ってしまう。同居する晃一の母親・澄代は田舎住まいには馴れた顔をしているものの、認知症の症状が始まりつつある。唯一、古民家への転居を楽しんでいる小4の長男・智也は、治りかけている喘息の持病をひどく心配され、サッカーをやりたくてもやれずにいる。晃一は家族の不平不満をなかなかうまく解消することはできないばかりか、支店でも馴れない営業職に悪戦苦闘する。誰もいない場所で物音が聞こえたかと思えば、囲炉裏の自在鈎（じざいかぎ）が勝手に動いたり、掃除機のコンセントがふいに抜けたり、手鏡に見知らぬ着物姿の子どもが映ったり、不思議な出来事が高橋家に起こり始める。この家には東北地方の民間伝承で有名な「座敷わらし」が住んでいるという。一風変わった同居人と共同生活をすることになった高橋一家は営業不振、更年期障害、認知症などを抱えながら、その生活に順応していく…。

### キャスト
- 高橋晃一：水谷豊
- 高橋史子：安田成美
- 高橋梓美：橋本愛
- 高橋智也：濱田龍臣
- 高橋澄代：草笛光子
- 座敷わらし：岡部珠奈
- 菊池桂：沢木ルカ
- 菊池聡子：飯島直子
- 菊池米子：草村礼子
- 千葉はる（米子の姉）：佐々木すみ江
- 栃尾粂太郎（地区長）：織本順吉
- 秋江（農家の主婦）：小林綾子
- 安藤（梓美の担任教師）：長嶋一茂
- 川田（日栄フーズ盛岡支社長）：ベンガル
- 丸亀（日栄フーズ盛岡支社営業部長）：菅原大吉
- 岩井（スーパーマーケット店長）：段田安則
- 松本（日栄フーズ社長）：宇津井健
- 小川（日栄フーズ人事部長）：石橋蓮司
- 石田（日栄フーズ企画開発部長）：梅沢富美男
- 阿部（石田の後任）：三浦浩一
- 津田（日栄フーズ商品開発部）：山中崇史
- 高部恭子（史子の友人）：高島礼子
- レストランの店員：スザンヌ
- その他出演：島ひろ子、映美くらら、緒形幹太、永倉大輔、日向丈、駿河太郎、あべまみ、岡野真也、川本まゆ、奏谷ひろみ　ほか

### スタッフ
- 監督：和泉聖治
- 原作：荻原浩『愛しの座敷わらし』（朝日新聞出版）
- 脚本：金子成人
- 音楽：池頼広
- 撮影：会田正裕
- 照明：泉田聖
- 録音：舛森強
- 美術：近藤成之
- 編集：只野信也
- 監督補：東伸児
- 助監督：安養寺工
- VFX：クロフネプロダクト
- ボディスタント：野貴葵
- エグゼクティブプロデューサー：桑田潔
- プロデューサー：遠藤英明、西平敦郎、栗生一馬
- 配給：東映
- 制作プロダクション：東映東京撮影所、東映テレビ・プロダクション
- 製作：「HOME 愛しの座敷わらし」製作委員会（テレビ朝日、東映、木下工務店、博報堂DYメディアパートナーズ、トライサム、朝日放送、朝日新聞社、光ホールディングス、メ〜テレ、北海道テレビ放送、九州朝日放送、朝日新聞出版）

### 主なロケ地
ロケ協力：盛岡広域フィルムコミッション、盛岡観光コンベンション協会、盛岡市観光課、遠野市観光交流課、滝沢村商工観光課　ほか

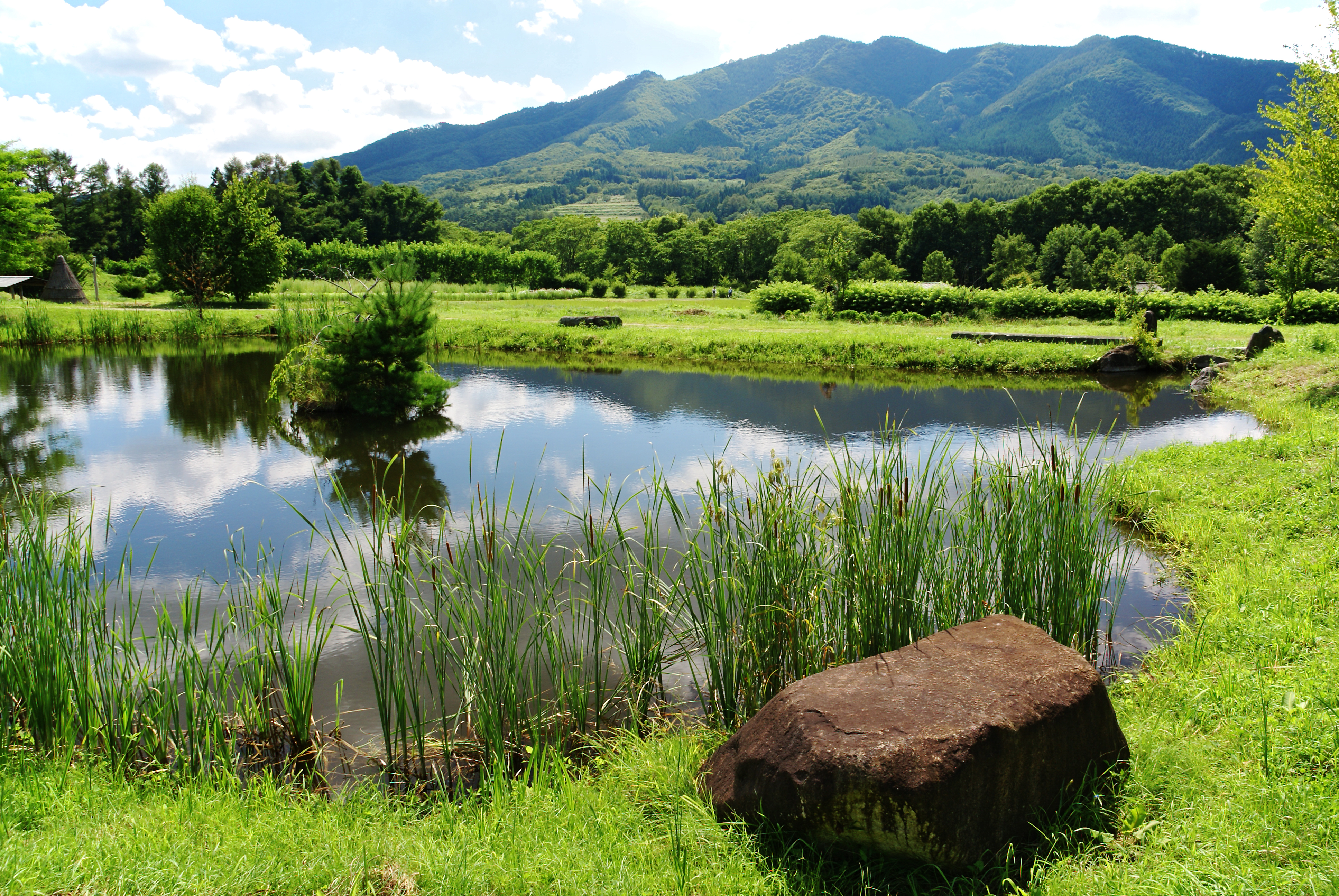
遠野ふるさと村
- 岩手山
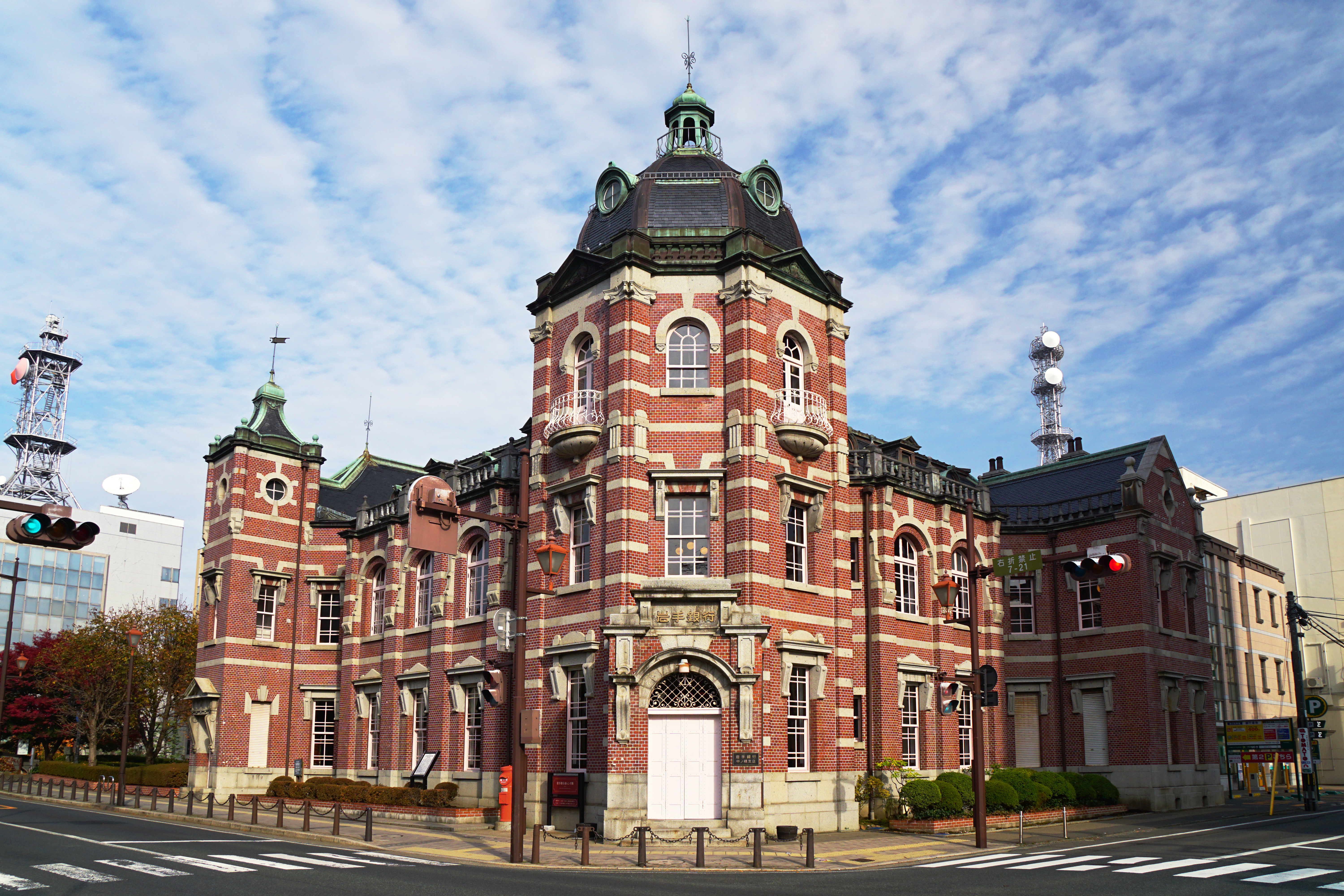
岩手銀行中ノ橋支店（重要文化財）
- 盛岡商工会議所
- 盛岡城跡公園
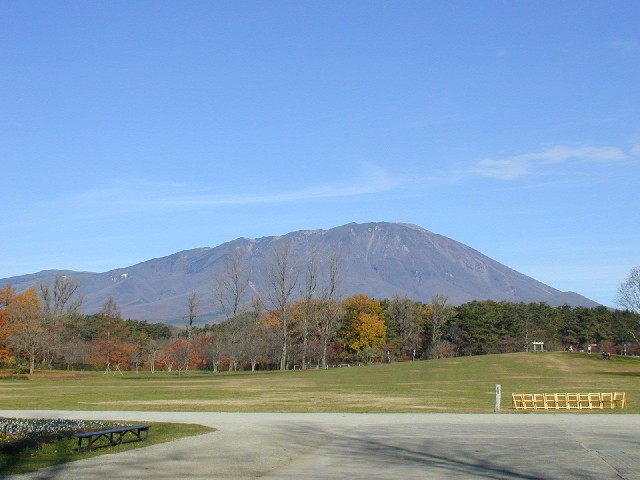
小岩井農場
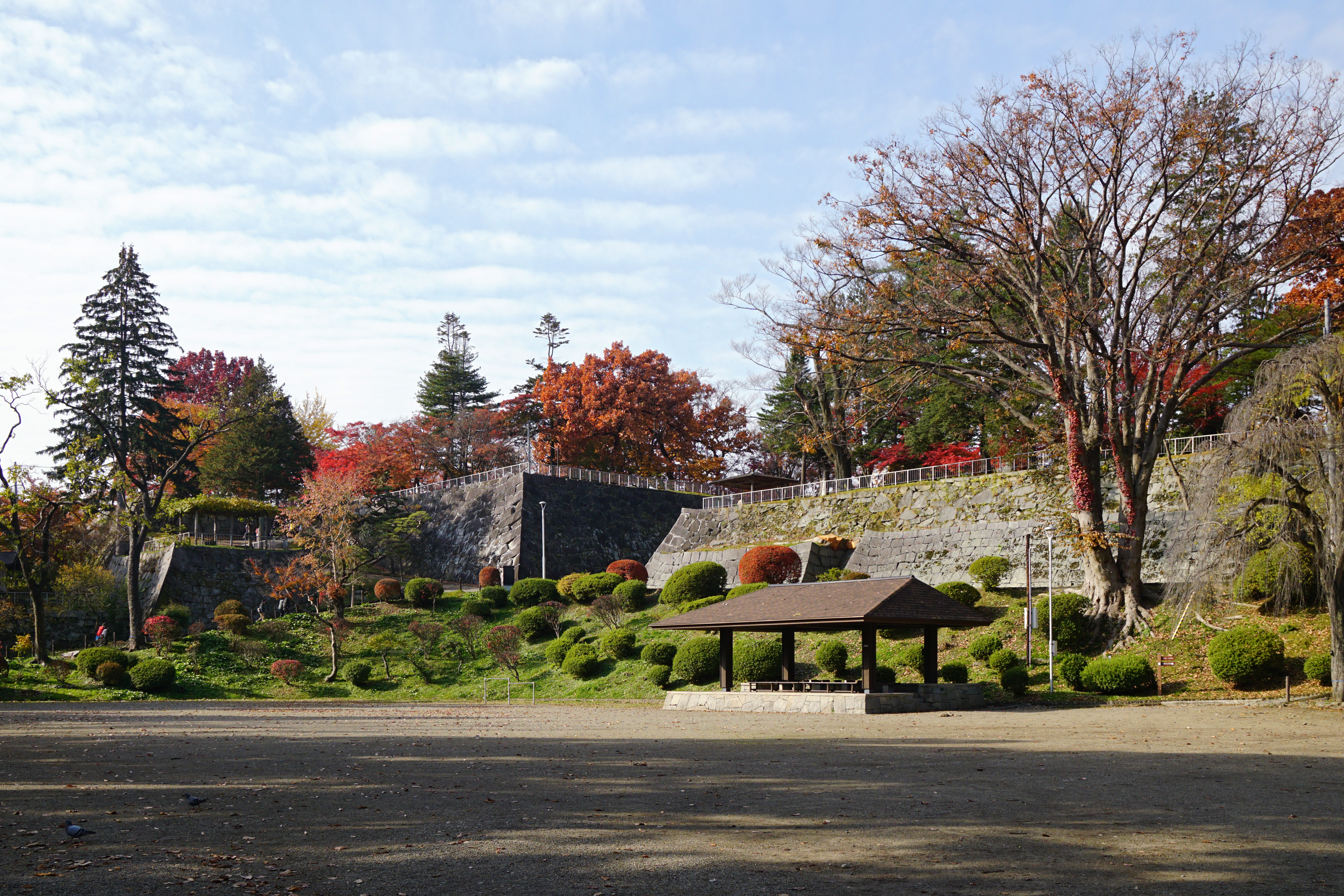
盛岡城
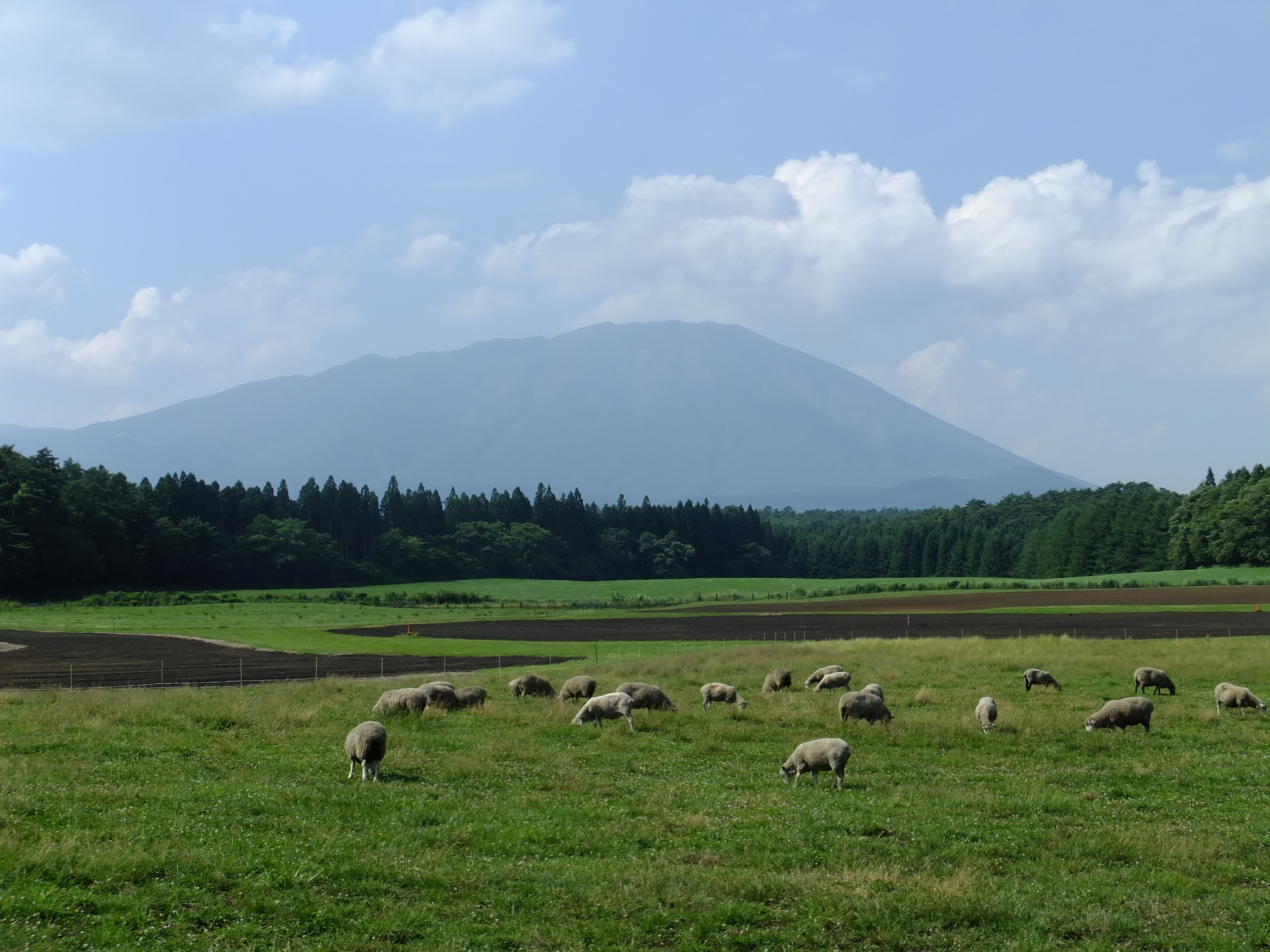
小岩井農場 放牧されている羊と岩手山

- 滝沢村立姥屋敷小学校・中学校
- 胡四王神社 - 岩手県花巻市矢沢にある神社

- 遠野ふるさと村
- 岩手銀行中ノ橋支店
- 小岩井農場から望む岩手山
- 盛岡城
- 小岩井農場 放牧されている羊と岩手山